# Lac Harding
Pour les articles homonymes, voir Harding.
Le lac Harding est un lac situé dans l'Alaska intérieur. Il porte le nom du président Warren G. Harding, qui s'était rendu en Alaska juste avant sa mort. Avant cela, il était connu sous le nom de lac Salchaket. L’accès au lac se fait par l’autoroute Richardson.   

## Espèces de poissons
Le lac contient une grande variété de poissons indigènes et autres, notamment l'omble chevalier, la lotte, l'ombre arctique et le grand brochet, ainsi que plusieurs espèces de saumon et de truite. Il est conseillé aux pêcheurs de vérifier les réglementations en vigueur auprès du Département de pêche et de jeu de l'Alaska avant de pêcher. 

## Zone de loisirs
Le lac abrite l’aire de loisirs de Harding Lake, un parc de 132 hectares qui comprend un grand terrain de camping, une rampe de mise à l'eau et des installations pour les sports et les jeux de plein air. Il s'agit de l'une des plus anciennes unités du système de parcs d'État de l'Alaska, fondée en 1967, avant même la mise en place du réseau officiel de parcs d'État.